# 爪蝠屬
爪蝠屬為目前已知最原始的兩個蝙蝠單型屬演化支之一，棲息於52.5百萬年前始新世的美國懷俄明州。

## 分類學
於2003年，兩具爪蝠的化石出土於綠河組，並於2008年二月將發現發表於《自然》，將爪蝠分類於獨立的爪蝠科下。爪蝠屬的學名Onychonycteris其意思為「有爪的蝙蝠」，種加詞則是來自於發現者，化石探勘與標本製作人員邦妮·芬尼（Bonnie Finney）。

## 描述

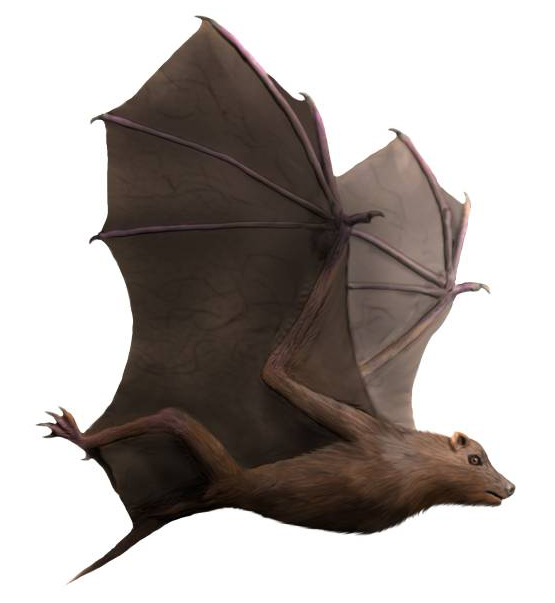
芬尼氏爪蝠（O. finneyi）復原圖

爪蝠屬與其他蝙蝠最大的區別在於牠們的五指上均具有爪，而目前已知的蝙蝠均只有其中的二或三指有爪 。

## 古生物學

### 飛行與回聲定位
芬尼氏爪蝠的發現，解決了多年來蝙蝠回聲定位的發展是否早於飛行能力的爭議。芬尼氏爪蝠具有完整發展的翅膀，明顯具有飛行的能力；然而牠們卻缺乏現存可回聲定位蝙蝠所具有的膨大耳蝸，而比較像是不可回聲定位的狐蝠。這代表，早期的蝙蝠是先發展出飛行能力後才演化出回聲定位的能力。
然而於2010年，對芬尼氏爪蝠化石骨架結構的重新檢視，發現牠們仍然可能有能力透過喉部發聲進行回聲定位。不過由於化石有受到擠壓變形，因此研究者也指出他們其實無法完全肯定芬尼氏爪蝠的喉部構造，這代表著爪蝠是否能進行回聲定位仍有變數。
由於化石並為保存完整的眼窩，因此目前仍不清楚爪蝠是否具有和其他夜行性動物一樣的大眼睛。缺乏大眼睛代表爪蝠可能為晝行性，不需要仰賴回聲定位來探索環境及尋找獵物。
爪蝠與伊神蝠的生存年代相近，這此之前伊神蝠被認為是唯一已知最早的蝙蝠物種。

## 大眾文化
在沙盒動作冒險遊戲《方舟：生存進化》中，出現了屬於爪蝠屬的虛構物種，具有遠大於真實化石紀錄的體型。